# A1C

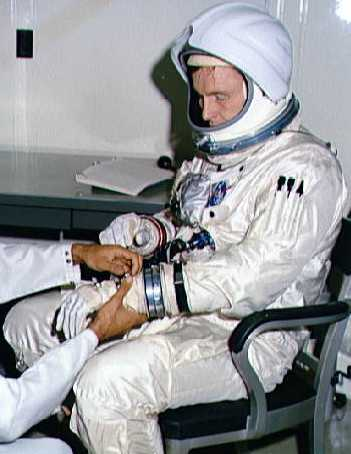
Ed White vistiendo un traje A1C para la misión Apolo 1.

A1C fue un traje espacial desarrollado por David Clark para las misiones iniciales del programa Apolo, las misiones del Bloque I. Tras la muerte de los tres astronautas del Apolo 1, las misiones del Bloque I fueron canceladas, y el traje AC1 con ellas.
El traje era básicamente una modificación del traje G4C usado en las misiones del programa Gemini, estaba totalmente presurizado, era de ciclo cerrado y se construía a medida.